# Dimitrios Veloulis
Dimitrios Veloulis (griechisch Δημήτριος Βελούλης; Lebensdaten unbekannt) war ein griechischer Marathonläufer.
Bei den Olympischen Spielen 1904 in St. Louis wurde er Fünfter.